# Моргенштерн, Майя
Майя Моргенштерн (рум. Maia Morgenstern; род. 1 мая 1962, Бухарест) — румынская актриса театра и  кино. Мировую известность ей принесла роль Матери Иисуса Христа Марии в фильме «Страсти Христовы».

## Биография
Майя Моргенштерн родилась 1 мая 1962 года в Бухаресте в еврейской семье; её отец был родом из бессарабского города Рени, мать — из Дорохоя в Молдове. Дедушки и бабушки с обеих сторон были во время Второй мировой войны депортированы в Транснистрию и Освенцим. В 1985 году окончила Академию театра и кино в Бухаресте, затем начала играть в молодёжном театре в Пьятра-Нямц. В 1988—1990 годах играла в бухарестском Государственном еврейском театре (на идише), с 1990 по 1998 год — в Национальном театре, а в 1998 году перешла в Teatrul Bulandra. С 2012 года — директор Государственного еврейского театра.
Моргенштерн снялась во многих фильмах, в основном в румыноязычных ролях. В «Страстях Христовых» она играет роль на арамейском языке, но, как и другие актёры этого фильма, она просто фонетически запоминала свои строки. 
Её фамилия, Моргенштерн, в переводе с немецкого означает «Утренняя звезда», титул Девы Марии, персонажа, которого она сыграла в «Страстях Христовых». Мел Гибсон, который является католиком-традиционалистом, подумал, что это имеет большое значение при выборе её роли. В интервью она защищала «Страсти Христовы» от обвинений в антисемитизме говоря, что первосвященник Каиафа изображается не как представитель еврейского народа, а как лидер истеблишмента, добавляя, что «власти на протяжении всей истории преследовали людей с революционными идеями».
29 марта 2021 года мужчина из Румынии был арестован после того, как Моргенштерн получила электронное письмо, в котором говорилось: «Я намерен бросить ее в газовую камеру».

## Личная жизнь
Была замужем два раза. Сначала её мужем был Клаудио Истодор (1983—1999), затем Думитру Белтетеану (2001—2015). У неё 3 детей: Тудор Аарон, актёр, Ева Леа Кабирия и Ана Исадора.

## Награды
Она выиграла несколько крупных наград как актриса:
- Лучшая актриса для: Cei care platesc cu viața («Те, кто платят их жизнью», 1991), Румынский Кинематографический Союз;
- UNITER (Румынский Театральный Союз) Премия Люсии Стюрдза Буландра (1990) за роль Медеи в Trilogia antică («Древняя трилогия»), снятой Андреем Щербаном[11];
- Лучшая актриса за роль в Balanţa («Дуб») (1992), Европейская кинонаграда;
- Лучшая актриса за роль в Balanţa (1992), Cinéma Tout Ecran (Кинофестиваль в Женеве);
- Лучшая актриса за роль в Balanţa (1992), Румынский Кинематографический Союз[12];
- UNITER Лучшая актриса (1993), за роль в Ghetto «Гетто» в Румынском национальном театре;
- UNITER (1995) награда за выступление в постановке Лола Блау[11];
- Лучшая актриса за роль в «Страсти Христовы» (2004 г.) (EMMA Awards)[13].
- Почётный гражданин Бухареста (2018)[14].

## Избранная фильмография
| Год  |   | Русское название   | Оригинальное название                  | Роль                                           |
| ---- | - | ------------------ | -------------------------------------- | ---------------------------------------------- |
| 1983 | ф | Секрет Бахуса      | Secretul lui Bachus                    | Кока                                           |
| 1988 | ф | Мария и море       | Maria si marea                         | Мария                                          |
| 1992 | ф | Дуб                | Balanța                                | Нела                                           |
| 1994 | ф | Нострадамус        | Nostradamus                            | Хелен                                          |
| 1995 | ф | Седьмая комната    | A șaptea cameră                        | Эдит Штайн                                     |
| 1995 | ф | Взгляд Улисса      | Le Regard d'Ulysse                     | женщина во Флорине/Кали/женщина в Сербии/Наоми |
| 1997 | ф | Мальчики Витман    | Witman fiúk                            | Госпожа Витман                                 |
| 1999 | ф | Треугольник смерти | Triunghiul morții                      | Регина Мария                                   |
| 2000 | ф | Князь Дракула      | Dark Prince: The True Story of Dracula | женщина                                        |
| 2001 | ф | Прокрустово ложе   | Triunghiul morții                      | Домна                                          |
| 2004 | ф | Страсти Христовы   | The Passion of the Christ              | Мария                                          |
| 2004 | ф | Восточный экспресс | Orient Express                         | Амалия                                         |
| 2005 | ф | 15                 | 15                                     | Ирэн                                           |
| 2008 | ф | Вторая женщина     | Die zweite Frau                        | Богдана                                        |
| 2009 | ф | Ева                | Eva                                    | Мария                                          |
| 2010 | ф | Зелёная луна       | Luna verde                             | Симона                                         |
| 2011 | ф | Конец молчания     | La fin du silence                      | Ани                                            |
| 2013 | ф | Барышня Кристина   | Miss Christina                         | Госпожа Моску                                  |
| 2017 | ф | Заклятье. Наши дни | The Crucifixion                        | Доктор Фунар                                   |